# Iwajło Moskowski
Iwajło Angełow Moskowski, bułg. Ивайло Ангелов Московски (ur. 19 lipca 1972 w Plewenie) – bułgarski polityk i ekonomista, deputowany, w latach 2011–2013 i 2014–2017 oraz 2017–2018 minister transportu.

## Życiorys
Absolwent studiów z zakresu finansów publicznych na Uniwersytecie Gospodarki Narodowej i Światowej. Magisterium z zarządzania finansami uzyskał na Akademii Ekonomicznej w Swisztowie. Pracował na stanowiskach dyrektorskich i menedżerskich w spółkach prawa handlowego.
W lipcu 2009 premier Bojko Borisow powołał go na wiceministra transportu, technologii informacyjnych i łączności. Od maja 2011 do marca 2013 jako minister stał na czele tego resortu. W wyborach w 2013 z ramienia partii GERB uzyskał mandat posła do Zgromadzenia Narodowego 42. kadencji. W przedterminowych wyborach w 2014 z powodzeniem ubiegał się o reelekcję. W listopadzie tegoż roku w drugim rządzie Bojka Borisowa ponownie objął stanowisko ministra transportu, wykonując go do stycznia 2017. W wyborach z marca tegoż roku ponownie został wybrany do parlamentu. W maju 2017 otrzymał ponownie nominację na ministra transportu w trzecim gabinecie lidera partii GERB. Zakończył urzędowanie we wrześniu 2018.